# Novouralsk
Novouralsk (en rus: Новоуральск) és una ciutat de l'óblast de Sverdlovsk, a Rússia, segons el cens del 2021 tenia 79.638 habitants.